# 泉光寺
泉光寺（せんこうじ）は、大阪府岸和田市門前町にある臨済宗妙心寺派の寺院。山号は天瑞山、本尊は釈迦牟尼である。

## 概要
岸和田藩岡部氏初代藩主岡部宣勝が、領内の和泉国南郡上松村に別荘を建立し、隠居屋敷とした。遺言により、亡骸をここに葬り、後の寛文8年（1668年）寺院に改められ、以後岡部氏の菩提寺となった。境内には初代宣勝をはじめ、代々13基の五輪塔がある。この累代の墓は市の史跡にも指定されている。また岡部氏歴代の肖像画や書画、藩主が使用した膳具など岡部氏関係の美術工芸品を多数所蔵している。泉光寺の名由来は、宣勝の法名「泉光院」にちなんだものである。

## アクセス
- 南海本線岸和田駅またはJR阪和線東岸和田駅より南海ウイングバス葛城線に乗車し、神須屋停留所下車後、徒歩5分。
- 南海本線岸和田駅・和泉大宮駅またはJR阪和線下松駅よりローズバス南ループに乗車し、山下町停留所下車後、徒歩8分。